# تروین بریتزن
شهر تروین بریتزن (به آلمانی: Treuenbrietzen) در ایالت برندنبورگ در کشور آلمان واقع شده‌است.